# Porella tenuis
Porella tenuis is een mosdiertjessoort uit de familie van de Bryocryptellidae. De wetenschappelijke naam van de soort is, als Palmicellaria tenuis, voor het eerst geldig gepubliceerd in 1906 door Calvet.